# スナップ (競走馬)
スナップ（Snap or Old Snap、1750年 - 1777年）は、18世紀中ごろに活躍したイギリスの競走馬・種牡馬。馬名「Snap」は父「Snip」からの連想。なお産駒に同名馬が数頭いることから、それより古いという意味で「Old snap」などとも呼ばれる。
スナップは1750年にカスバート・ラウスによって生産された。1752年にはそのカスバート・ラウスが死亡したためジェニソン・シャフトに売られている。
競走馬時代はわずか4戦のみではあったが、優れたレース振りから当時の強豪として知られていた。1000ギニーのマッチレースでエクリプスの父にあたるマースクを二度に渡って破り、ほかスウィープステークス、ヨークでのフリープレートにも勝った。
引退後はジェニソン・シャフトのもとで種牡馬入りした。代表産駒はジェニソン・シャフトの持ち馬ゴールドファインダー。ほかにも優秀な馬を数多く輩出し、21年間で送り出した勝ち馬は261頭、総獲得賞金は9万2637ポンドにも及んだ。他に大種牡馬サーピーターティーズルの母の父でもある。
スナップの産駒にはスピードに優れるものが多かったため、畜産家からは「スピードのスナップ」として呼ばれており、これは18世紀後半から19世紀初頭の格言「スナップはスピードで、マッチェムは姿形でそれとわかる」 ("Snap for speed, and Matchem for truth and daylight.") にも現れている。後世への影響も小さくはないが、父方の直系子孫は、直後に登場したヘロドやエクリプスの大繁栄におされほどなく姿を消した。
スナップ自身は27歳のときにウエストラティングで死亡している。
- 1767,1768,1769,1771年イギリスリーディングサイアー

## 主な産駒
- ゴールドファインダー（13戦不敗）
- レイサムズスナップ（1760年代にかなりの活躍）
- チェドワースズスナップ
- メキシカン（アメリカに輸出）
- スナップメア（コンダクターの母）
- パピヨン（サーピーターティーズルの母）

## 血統
父スニップはクラブの半弟であり、その父はフライングチルダーズである。
母はシスタートゥースリップバイ（スリップバイの妹という意味、他にフォックスの娘という意味であるフォックスメアとも表記される）でありファミリーナンバーは1号族になる。当時、特に牝馬には名前をつけないことも多かったため、このように表記されているだけであり、当時シスタートゥースリップバイがこのように呼ばれていたわけではない。

## 血統表
| スナップの血統（フライングチルダーズ系 / Bay Peg4×3=18.75% Leedes Arabian5.5×4=12.50% Hautboy4×5=9.38%（母内） | スナップの血統（フライングチルダーズ系 / Bay Peg4×3=18.75% Leedes Arabian5.5×4=12.50% Hautboy4×5=9.38%（母内） | スナップの血統（フライングチルダーズ系 / Bay Peg4×3=18.75% Leedes Arabian5.5×4=12.50% Hautboy4×5=9.38%（母内） | （血統表の出典）          | （血統表の出典）  |
| 父 Snip 1736年 黒鹿毛                                                                                          | 父の父Flying Childers 1714年 鹿毛                                                                              | Darley Arabian                                                                                                 | 不明                      | 不明              |
| 父 Snip 1736年 黒鹿毛                                                                                          | 父の父Flying Childers 1714年 鹿毛                                                                              | Darley Arabian                                                                                                 | 不明                      |                   |
| 父 Snip 1736年 黒鹿毛                                                                                          | 父の父Flying Childers 1714年 鹿毛                                                                              | Betty Leedes                                                                                                   | Old Careless              | Old Careless      |
| 父 Snip 1736年 黒鹿毛                                                                                          | 父の父Flying Childers 1714年 鹿毛                                                                              | Betty Leedes                                                                                                   | Cream Cheeks              |                   |
| 父 Snip 1736年 黒鹿毛                                                                                          | 父の母Sister to Soreheels 1711年                                                                               | Basto | Byerley Turk              | Byerley Turk      |
| 父 Snip 1736年 黒鹿毛                                                                                          | 父の母Sister to Soreheels 1711年                                                                               | Basto | Bay Peg                   |                   |
| 父 Snip 1736年 黒鹿毛                                                                                          | 父の母Sister to Soreheels 1711年                                                                               | Sister One to Mixbury                                                                                          | Curwen's Bay Barb         | Curwen's Bay Barb |
| 父 Snip 1736年 黒鹿毛                                                                                          | 父の母Sister to Soreheels 1711年                                                                               | Sister One to Mixbury                                                                                          | Curwen Spot Mare          |                   |
| 母 Sister to Slipby =Fox Mare 1740年 黒鹿毛                                                                    | 母の父Fox 1714年 鹿毛                                                                                          | Clumsey | Hautboy                   | Hautboy           |
| 母 Sister to Slipby =Fox Mare 1740年 黒鹿毛                                                                    | 母の父Fox 1714年 鹿毛                                                                                          | Clumsey | Pet Mare                  |                   |
| 母 Sister to Slipby =Fox Mare 1740年 黒鹿毛                                                                    | 母の父Fox 1714年 鹿毛                                                                                          | Bay Peg | Leedes Arabian            | Leedes Arabian    |
| 母 Sister to Slipby =Fox Mare 1740年 黒鹿毛                                                                    | 母の父Fox 1714年 鹿毛                                                                                          | Bay Peg | Y.Bald Peg                |                   |
| 母 Sister to Slipby =Fox Mare 1740年 黒鹿毛                                                                    | 母の母Gipsy 1725年 青毛                                                                                        | Bay Bolton | Grey Hautboy              | Grey Hautboy      |
| 母 Sister to Slipby =Fox Mare 1740年 黒鹿毛                                                                    | 母の母Gipsy 1725年 青毛                                                                                        | Bay Bolton | Makeless Mare             |                   |
| 母 Sister to Slipby =Fox Mare 1740年 黒鹿毛                                                                    | 母の母Gipsy 1725年 青毛                                                                                        | Newcastle Turk Mare                                                                                            | Newcastle Turk            | Newcastle Turk    |
| 母 Sister to Slipby =Fox Mare 1740年 黒鹿毛                                                                    | 母の母Gipsy 1725年 青毛                                                                                        | Newcastle Turk Mare                                                                                            | Taffolet Barb Mare F-No.1 |                   |